# Вінкенкаде
Вінкенкаде (нід. Vinkenkade) — селище в нідерландській провінції Утрехт. Входить до муніципалітету Де-Ронде-Венен. Наразі у селищі нараховується близько 120 будинків та 310 дачних будиночків.